# Piet Wildschut
Piet Wildschut (Leeuwarden, 1957. október 25. –) világbajnoki ezüstérmes holland labdarúgó, hátvéd.

## Pályafutása

### Klubcsapatban
1974 és 1976 között az FC Groningen labdarúgója volt. 1976-ban szerződött az FC Twente együtteséhez, ahol 1977-ben holland kupa győztes lett a csapattal. 1979 és 1985 között a PSV Eindhoven, 1985–86-ban a belga Royal Antwerp, 1986 és 1988 között a Roda játékosa volt. 1988-ban fejezte be az aktív labdarúgást. Jelenleg az Egyesült Államokban él.

### A válogatottban
1978 és 1982 között 11 alkalommal szerepelt a holland válogatottban és egy gólt szerzett. Tagja volt az 1978-as világbajnoki ezüstérmes csapatnak.

## Sikerei, díjai
Hollandia
- Világbajnokság
  - ezüstérmes: 1978, Argentína

 FC Twente
- Holland kupa (KNVB beker)
  - győztes: 1977

## Statisztika

### Mérkőzései a holland válogatottban
| Hollandia | Hollandia            | Hollandia                                  | Hollandia   | Hollandia | Hollandia   | Hollandia     | Hollandia | Hollandia |
| #         | Dátum                | Helyszín                                   | Hazai       | Eredmény  | Vendég      | Kiírás        | Gólok     | Esemény   |
| --------- | -------------------- | ------------------------------------------ | ----------- | --------- | ----------- | ------------- | --------- | --------- |
| 1.        | 1978. április 5.     | Tunisz, Stade El Menzah                    | Tunézia     | 0 – 4     | Hollandia   | barátságos    | -         |           |
| 2.        | 1978. június 11.     | Mendoza, Estadio Malvinas Argentinas (ARG) | Hollandia   | 2 – 3     | Skócia      | vb-csoportkör | -         | 44'       |
| 3.        | 1978. június 14.     | Córdoba, Estadio Chateau Carreras (ARG)    | Ausztria    | 1 – 5     | Hollandia   | vb-középdöntő | -         |           |
| 4.        | 1978. június 18.     | Córdoba, Estadio Chateau Carreras (ARG)    | NSZK        | 2 – 2     | Hollandia   | vb-középdöntő | -         | 79'       |
| 5.        | 1978. szeptember 20. | Nijmegen, Goffertstadion                   | Hollandia   | 3 – 0     | Izland      | Eb-selejtező  | -         |           |
| 6.        | 1978. október 11.    | Bern, Wankdorfstadion                      | Svájc       | 1 – 3     | Hollandia   | Eb-selejtező  | 1         | 19'       |
| 7.        | 1978. november 15.   | Rotterdam, Feijenoord Stadion              | Hollandia   | 3 – 0     | NDK         | Eb-selejtező  | -         |           |
| 8.        | 1979. február 24.    | Milánó, Giuseppe Meazza Stadion            | Olaszország | 3 – 0     | Hollandia   | barátságos    | -         |           |
| 9.        | 1979. március 28.    | Eindhoven, Philips Sportpark               | Hollandia   | 3 – 0     | Svájc       | Eb-selejtező  | -         | 83'       |
| 10.       | 1980. október 11.    | Eindhoven, Philips Sportpark               | Hollandia   | 1 – 1     | NSZK        | barátságos    | -         |           |
| 11.       | 1982. április 14.    | Eindhoven, Philips Sportpark               | Hollandia   | 1 – 0     | Görögország | barátságos    | -         | 46'       |
|           | Összesen             |                                            |             | 11        | mérkőzés    |               | 1         | gól       |